# Liste der Stolpersteine in Dachau

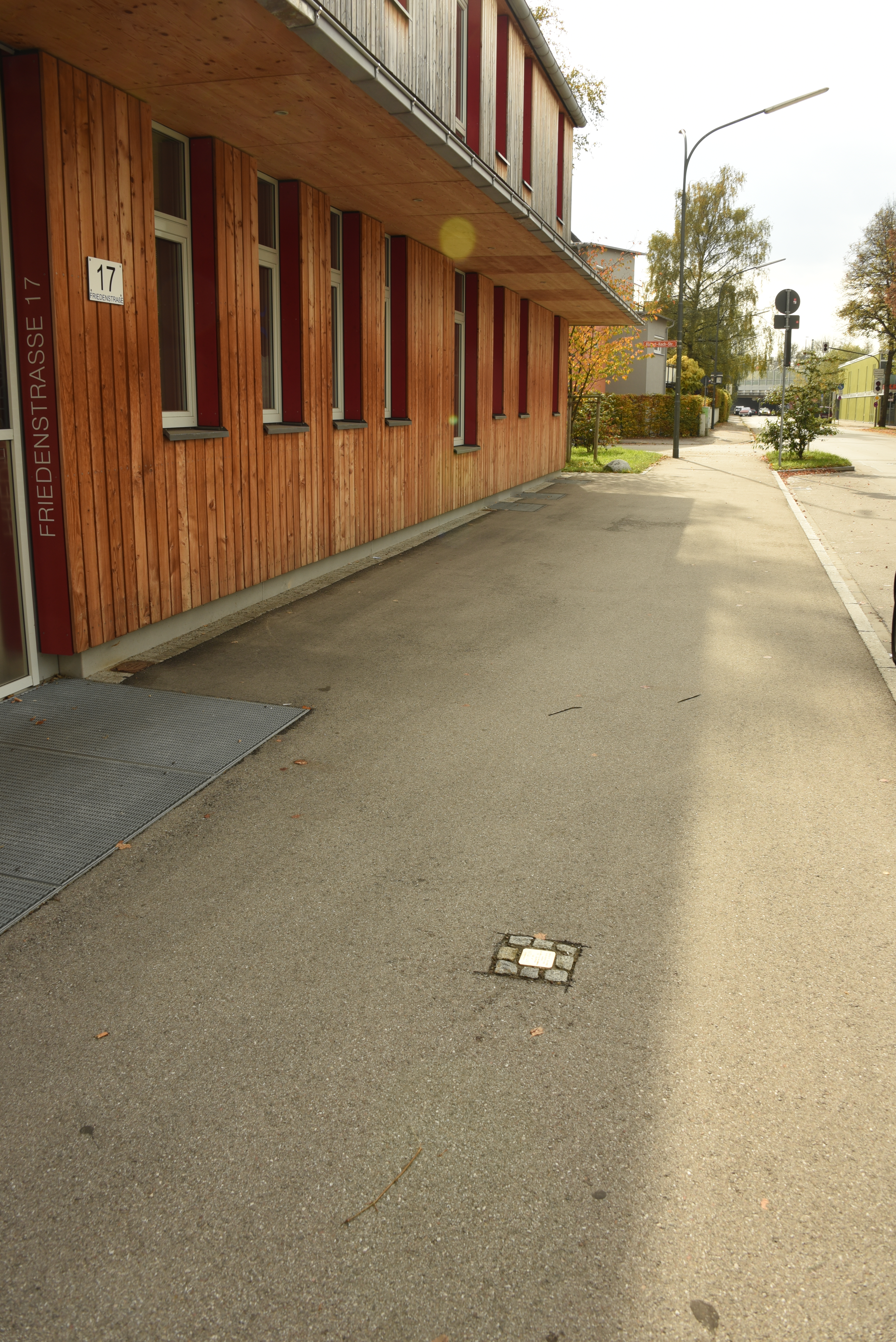
Stolperstein in der Friedenstrasse

Diese Liste der Stolpersteine in Dachau enthält die Stolpersteine, die im Rahmen des gleichnamigen Kunstprojekts von Gunter Demnig in der oberbayrischen Stadt Dachau verlegt wurden. Mit ihnen soll Opfern des Nationalsozialismus gedacht werden, die in Dachau lebten und wirkten.
Auf der Oberseite der Betonquader mit zehn Zentimeter Kantenlänge ist eine Messingtafel verankert, die Auskunft über Namen, Geburtsjahr und Schicksal der Personen gibt, derer gedacht werden soll. Die Steine sind in den Bürgersteig vor den ehemaligen Wohnhäusern der Opfer der nationalsozialistischen Gewaltherrschaft eingelassen. 
Die erste Verlegung in Dachau erfolgte am 9. November 2005, 67 Jahre nach der Reichskristallnacht, in der Folge viele Menschen jüdischen Glaubens in sogenannte „Schutzhaft“ genommen und unter anderem in das KZ Dachau deportiert wurden.

## Liste der Stolpersteine
In Dachau wurden fünfzehn Stolpersteine an zwölf Adressen verlegt.
| Stolperstein | Inschrift | Verlegeort                     | Name, Leben |
| ------------ | --- | ------------------------------ | --- |
|              | HIER WOHNTE THOMAS BLEISTEINER JG. 1908 'SCHUTZHAFT' 1933 DACHAU 1938 BUCHENWALD ERMORDET 16.4.1940 MAUTHAUSEN                                                          | Wieningerstraße 10 ·           | Thomas Bleisteiner, der Hilfsarbeiter Thomas Bleiseiner wurde zwischen 1933 und 1940 mehrfach inhaftiert, vor allem wegen Arbeitsverweigerung. Dabei musste er viele Arbeitsstellen nur ablehnen, weil er weder Schuhe noch ein Fahrrad besaß, um dort hinzugelangen. |
|              | HIER WOHNTE ALWINE DÖLFEL JG. 1931 EINGEWIESEN 1938 ASSOCIATIONSANSTALT SCHÖNBRUNN 'VERLEGT' 2.6.1944 HEILANSTALT EGLFING-HAAR 'KINDERFACHABTEILUNG ERMORDET 1.10.1944' | Augustenfelder Straße 20 ·     | Alwine Dölfel war nach einer Impfung so schwer erkrankt, dass sie eine Behinderung behielt und von ihrer Familie nicht dauerhaft gepflegt werden konnte. Sie wurde im Alter von 13 Jahren in Eglfing-Haar ermordet. |
|              | HIER WOHNTE JOHANN EISENMANN JG. 1909 IM WIDERSTAND / KPD 'SCHUTZHAFT' 1933 GEFÄNGNIS MÜNCHEN TOT 3.4.1933 UMSTÄNDE NIE GEKLÄRT                                         | Münchner Straße 29 ·           | Johann Eisenmann, der Hilfsarbeiter schloss sich als junger Mann dem Kreis um den Kommunisten Franz Klein an. Nach der Machtergreifung wurde er als politischer Gegner ins Gefängnis München Neudeck gebracht, wo er unter nicht geklärten Umständen zu Tode kam. |
|              | HIER WOHNTE ANTON FELBER JG. 1902 VERHAFTET 1938 'SICHERHEITSVERWAHRUNG' DACHAU 1939 FLOSSENBÜRG ERMORDET 20.10.1939                                                    | Friedenstraße 17 ·             | Anton Felber, der Korbmacher Anton Felber wurde bis 1938 mehrfach inhaftiert, vor allem wegen Diebstählen. Der frühe Tod seiner Eltern zwang ihn zum Stehlen und Herumtreiben. Ab 1938 kam er in Vorbeugungshaft ins KZ Dachau. |
|              | HIER WOHNTE DR. SAMUEL GILDE JG. 1874 BERUFSVERBOT 1938 'SCHUTZHAFT' 1938 DACHAU DEPORTIERT 1942 THERESIENSTADT ERMORDET 30.6.1944                                      | St. Peter Straße 2 ·           | Samuel Gilde, seine letzte frei gewählte Wohnung fand der Arzt im Herbst 1938 bei dem jüdischen Schriftsteller Hermann Gottschalk in Augustenfeld. Nur eine Woche später mussten Gilde und Gottschalk vor der Vertreibung durch die SS fliehen. Gilde wurde kurz darauf verhaftet und am 12. November 1938 im KZ Dachau in Schutzhaft genommen. Bis dahin hatte der Mediziner noch zahlreiche Patienten behandelt, obwohl er von den Nazis gezwungen worden war, seine renommierte Praxis aufzugeben. |
|              | HIER WOHNTE ALICE JAFFÉ JG. 1875 DEPORTIERT 1942 AUSCHWITZ ERMORDET 1944                                                                                                | Herrmann-Stockmann-Straße 27 · | Alice Jaffé war Privatsekretärin beim Ehepaar Meinhold und Julie Rau, konnte zusammen mit diesen nach England entkommen. |
|              | HIER WOHNTE JULIUS KOHN JG. 1886 DEPORTIERT 1943 AUSCHWITZ ERMORDET MÄRZ 1943                                                                                           | Herrmann-Stockmann-Straße 10 · | Julius Kohn war Untermieter bei der Familie Neumeyer. |
|              | HIER WOHNTE MARIA LINNER JG. 1899 EINGEWIESEN 23.3.1935 HEILANSTALT GABERSEE 'VERLEGT' 7.11.1940 HARTHEIM ERMORDET 7.11.1940 'AKTION T4'                                | Gottesackerstraße 5 ·          | Maria Linner hatte nach einer Krankheit ihr Gehör verloren und lebte trotz ihres Berufs als Näherin in einer Dachauer Fürsorgeeinrichtung. Sie wurde in der „Euthanasie“-Tötungsanstalt Hartheim bei Linz vergast. |
|              | HIER WOHNTE HANS NEUMEYER JG. 1887 DEPORTIERT 1942 THERESIENSTADT TOT 19.4.1944                                                                                         | Herrmann-Stockmann-Straße 10 · | Hans Neumeyer, im Haus der Familie Neumeyer herrschte ein reges kulturelles Leben: Hans Neumeyer, der seit seiner Jugend blind war, hatte Musik studiert und komponierte; Vera Neumeyer gab den Damen der Dachauer Künstlergesellschaft Unterricht in Tanz und Gymnastik. Die Kinder des Ehepaars, Ruth und Raimond, konnten nach England entkommen. |
|              | HIER WOHNTE VERA NEUMEYER GEB. EPHRAIM JG. 1893 MAJDANEK ? | Herrmann-Stockmann-Straße 10 · | Vera Neumeyer, im Haus der Familie Neumeyer herrschte ein reges kulturelles Leben: Hans Neumeyer, der seit seiner Jugend blind war, hatte Musik studiert und komponierte; Vera Neumeyer gab den Damen der Dachauer Künstlergesellschaft Unterricht in Tanz und Gymnastik. Die Kinder des Ehepaars, Ruth und Raimond, konnten nach England entkommen. |
|              | HIER WOHNTE JOHANN PFLÜGLER JG. 1909 IM WIDERSTAND ERMORDET 28.4.1945 RATHAUSPLATZ 'DACHAUER AUFSTAND'                                                                  | Heimgartenstraße 14 ·          | Johann Pflügler, geboren 1909 in Niederroth, arbeitete bei Krauß Maffei in Allach. Er hatte Kontakte zur KPD und verteilte mit Franz Klein und anderen Mitgliedern der KPD Flugblätter. 1933 war er 47 Tage im Amtsgericht Dachau inhaftiert. Er pflegte zudem Kontakte zur Freiheitsaktion Bayern, die den Dachauer Aufstand organisierte. Pflügler war an den Kämpfen um das Rathaus beteiligt und wurde entweder bei den Kämpfen oder der nachfolgenden Vergeltungsaktion der SS erschossen.       |
|              | HIER WOHNTE ALBERT VETTERMANN JG. 1900 VERHAFTET 1940 'SICHERHEITSVERWAHRUNG' DACHAU 1941 RAVENSBRÜCK ERMORDET 30.5.1942                                                | Schleißheimer Straße 149 ·     | Albert Vettermann, geboren 1900 in Chemnitz, war im Juni 1937 beim Bau der Reichsautobahn von München nach Ulm (heute A8) eingesetzt. Dabei lernte er Johannes Rudolf Grosser kennen, mit dem er eine sexuelle Beziehung begann. Er wurde deshalb verurteilt und war so von 1940 bis 1942 in den KZs Dachau und Ravensbrück in polizeilicher Sicherungsverwahrung inhaftiert. Am 25. März 1942 wurde er in die Tötungsanstalt Bernburg/Saale überführt und sofort nach Ankunft ermordet.              |
|              | HIER WOHNTE MAX WALLACH JG. 1875 DEPORTIERT 1942 AUSCHWITZ ERMORDET 1944                                                                                                | Oskar-von-Miller-Straße 1 ·    | Max Wallach betrieb mit Ehefrau Melitta, genannt Melly, in der Stockmannstraße eine Stoffdruckerei. Ihr Sohn Franz konnte sich nach England retten. |
|              | HIER WOHNTE MELITTA WALLACH GEB. HOLLAENDER JG. 1894 DEPORTIERT 1942 AUSCHWITZ ERMORDET 1944                                                                            | Oskar-von-Miller-Straße 1 ·    | Melitta Wallach |
|              | HIER WOHNTE THERESE WILDMOSER JG. 1910 EINGEWIESEN 1.1.1938 HEILANSTALT TAUFKIRCHEN 'VERLEGT' 25.2.1941 HARTHEIM ERMORDET 25.2.1941 'AKTION T4'                         | Benediktenwandstraße 3 ·       | Therese Wildmoser war Dienstmädchen und litt unter Epilepsie. Sie wurde Opfer des als „Aktion T4“ bezeichneten Krankenmordprogramms der Nationalsozialisten. |

## Verlegungen
Die ersten sechs Stolpersteine zur Erinnerung an die Dachauer, die im Holocaust ermordet wurden, verlegte Demnig
2005. 2014 kamen vier Stolpersteine für Menschen mit anderem Verfolgungshintergrund hinzu. 2017 ließ die Stadt Dachau fünf weitere Stolpersteine" zur Erinnerung an Opfer des Naziregimes verlegen. Darunter sind erstmals auch behinderte Menschen, die in der „Aktion T4“ der Nazis ermordet wurden. Die Stolpersteinverlegungen wurden jeweils von Gedenkveranstaltungen begleitet.